# ヴィクトリア・サヴス

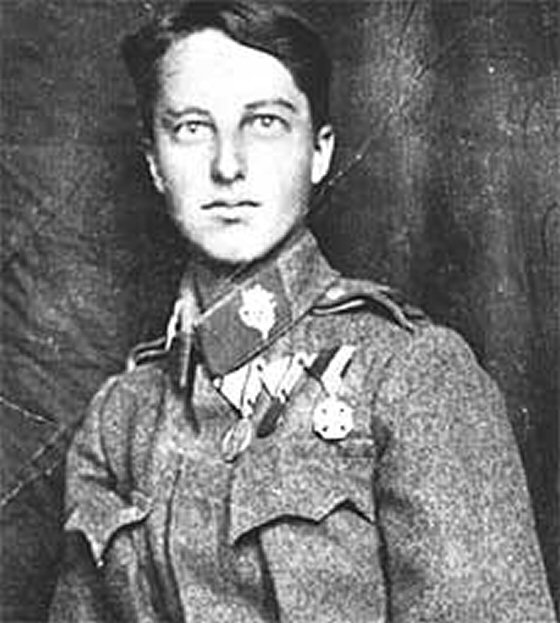
ヴィクトリア・サヴス

ヴィクトリア・サヴス(Viktoria Savs ドイツ語発音: [zafs, safs], 1899年6月27日 - 1979年12月31日）は、第一次世界大戦において男性を装ってオーストリア＝ハンガリー帝国軍に従軍した女性である。オーストリアの前線で戦った女性は、サヴスとシュテファニー・ホーレンシュタインの2人だけが知られている。サブスは1915年から1917年まで、イタリア戦線のうちドロミーティーで実戦に加わり、上官以外には事実上女性であることを隠し通した。1917年5月に怪我を負って入院を余儀なくされ、そこで女性であることが発覚したため、軍人としての道は絶たれることになった。戦争における献身と勇気を讃えられ、複数の勲章を受けているサヴスは「ドライ・チンネンの英雄」としても知られている。

## 幼少期
ヴィクトリア・サヴスは1899年6月27日、ドイツのバート・ライヘンハルに生まれた。母は5年後の1904年に亡くなり、ヴィクトリアと3人の妹たちはイタリアのガルダ湖が近いアルコという町で、父親のペーター・サヴスに育てられた。熟練の靴職人であった父は、第一次世界大戦が起こる直前に、メラーノに近いオーバーマイスに一家で移り住んでいた。

## 志願入隊
父親は1914年に徴集されて猟兵連隊(Kaiserjäger)として従軍し、翌1915年にはロシア戦線におけるガリツィアで負傷したため帰郷した。自宅で療養する父親に、16歳のヴィクトリアは自分も兵士として従軍したいと頼み込んだ。ペーターは娘を説得したがやがてあきらめ、オーストリア=ハンガリー帝国軍のラントシュトゥルムに志願させることを決めた。ラントシュトゥルムは国民義勇軍に相当する軍種で、通常の軍役をになうには幼すぎたり年をとりすぎている人間で構成されていた。1915年6月10日、ヴィクトリアは「ヴィクトル」の名で父親とともに軍に入隊を果たした。彼女が女性であることを知るのはごくわずかな上官だけであった。2人はラヴァローネに駐屯する民兵組織であるシュタントシュッツェンに編入された。

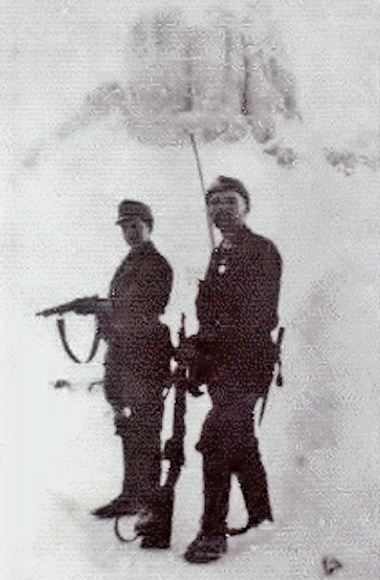
前線のドロミーティーでドライ・チンネンを背にして立つサヴス父娘（おそらく1916年ごろ）

「ヴィクトル」・サブスは非武装の訓練兵として一年以上を過ごした。実戦に加わることを切望していた彼女は、オイゲン・フォン・エスターライヒに宛ててイタリア戦線への転属を希望する手紙を書き、1916年の12月にはそれがかなえられた。彼女はインスブルック第二ラントシュトゥルム大隊に配転され、この隊では彼女の父親が小隊長の一人を務めていた。また彼女は前線での勤務も認められた。

## 軍役
前線では、駄獣の取り扱いとスキー板を履いての伝令任務に才能を発揮した。1916年12月1日、彼女はある大尉の伝令に任命され、その直後にドライ・ツィンネン高地での軍事作戦において前線勤務に参加した。1917年4月11日、サッソ・ディ・セストに陣取るイタリア軍に攻勢をかける中で、サヴスは敵の砲火を浴びるオーストリア側の戦線の後方で、独力でイタリア軍の捕虜20人を後送した。勇敢さと賞賛すべき統率力により、彼女には勇敢勲章の銅メダル（後に銀メダル）とカール従軍勲章が授与された。
「ヴィクトル」は、危険な任務をこなす義勇兵として有名になった。1917年5月27日、彼女は志願して伝令役につき切り立った岩山を上ったが、榴弾の爆発によって剥落した岩が右脚に落ち、ほとんど腱だけでつながっている状態になる大怪我を負った。自分の足をナイフで切り落とそうとして意識を失い、仲間に助けられたたサヴスは、そのままジリアンの野戦病院に運ばれたが、足は膝から下を切断しなければならなかった。手術の用意が進められるなかで、彼女が女性であることが発覚する。意識を取り戻した彼女に、これ以上は兵役を続けられないことが告げられた。それから終戦までの間、彼女はオーストリア赤十字社で働き、その仕事ぶりにより軍事功労十字章が与えられた。ヴィクトリア・サヴスはその名を知られるとともに、国を愛し戦った英雄として称えられた。

## 戦後

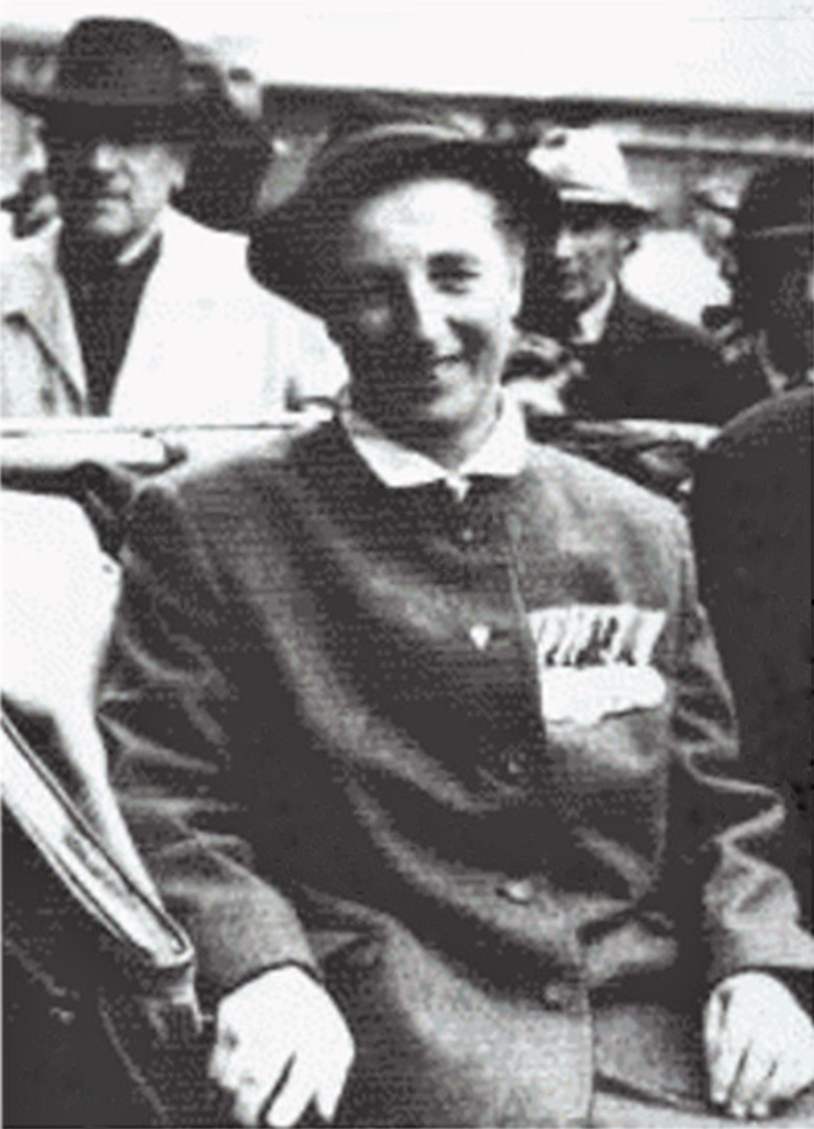
ヴィクトリア・サヴス（ザルツブルク、1933年ごろ）

戦争が終結し、サブスは家族の待つメラーノに帰郷したがこれは決して気乗りするものではなかった。1919年のサン＝ジェルマン条約により、メラーノも南チロルもすでにイタリアに割譲されていたのである。彼女はハル・イン・チロルに移り、1928年にはザルツブルクに移るが、しばらくは家無し状態であった。そのため、彼女が物乞いに身を落としているときに通りかかったオーストリア大公にかつての英雄と認められ、家政婦としての仕事を与えられるという恩を受けた、という逸話まで生まれた（これは、おそらく事実ではない）。1930年代には不定期に行われる退役軍人の会合に出席し、1933年には国家社会主義ドイツ労働者党に入党する（この時点ではオースリアではまだ非合法の組織であった）が、これは主として障害者年金の向上を考えてのものだった。
1936年、ベルリンに移り住んだサブスは、新しい義肢を購入する資金として宰相であったアドルフ・ヒトラーから150ライヒスマルクを贈られた。1938年にオーストリアがドイツに併合されると、彼女はザルツブルクに戻った。1942年にはベオグラードの微生物学研究所で仕事をしている。
晩年に20歳の女性を養子にとっているが、生涯独身であった。
サヴスは1979年にザルツブルクで亡くなった。

## 文献案内
- Reinhard Heinisch, "Frauen in der Armee: Viktoria Savs, das „Heldenmädchen von den Drei Zinnen“." In Pallasch, Zeitschrift für Militärgeschichte. 1/1997. Österreichischer Milizverlag, Salzburg 1997, ZDB-ID 1457478-0, S. 41–44. [Reinhard Heinisch, "Women in the Army: Viktoria Savs, the "Hero Girl of the Three Peaks." In: Pallasch, Journal of Military History. Issue 1/1997. Austrian Militia Publishing, Salzburg 1997, pp. 41-44.]
- "Das Heldenmädchen von den Drei Zinnen." ["The Heroine of the Three Peaks."] In: Mitteilungen und Berichte. 129/2009. Österreichisches Schwarzes Kreuz, Vienna 2015, ZDB-ID 2708727-X, S. 36.